# Biały Dwór (Banie Mazurskie)
Biały Dwór ist ein Ort in der polnischen Woiwodschaft Ermland-Masuren, der zur Landgemeinde Banie Mazurskie (deutsch Benkheim) im Powiat Gołdapski (Kreis Goldap) gehört.
Biały Dwór (der Name bedeutet so viel wie „Weißer Hof“) liegt am Nordostrand des Skallischen Forsts (auch: Altheider Forst, polnisch Lasy Skaliskie) im Nordosten der Woiwodschaft Ermland-Masuren, 20 Kilometer westlich der Kreisstadt Gołdap (Goldap). Er ist über eine Landwegverbindung zu erreichen, die von Mieduniszki Wielkie (Groß Medunischken, 1938–1945 Großmedien) über Brożajcie (Broszaitschen, 1938–1945 Brosen) nach Żabin (Klein Szabienen/Schabienen, 1938–1945 Kleinlautersee) führt.
Es ist nicht nachgewiesen, ob die Ortsstelle bereits vor 1945 besiedelt war, ebenso wenig findet sich ein früherer deutscher Ortsname. Heute ist Biały Dwór eine Ortschaft im Verbund der Landgemeinde Banie Mazurskie im Powiat Gołdapski, vor 1998 der Woiwodschaft Suwałki, seither der Woiwodschaft Ermland-Masuren zugehörig.
Kirchlich gehört der Ort einerseits zur Pfarrei Żabin im Dekanat Gołdap im Bistum Ełk (Lyck) der Römisch-katholischen Kirche in Polen, andererseits zur Kirche in Gołdap, einer Filialkirche von Suwałki in der Diözese Masuren der Evangelisch-Augsburgischen Kirche in Polen.